# Francisco Gómez de Altamirano y de Elizondo

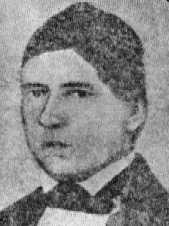
Francisco Gómez de Altamirano y de Elizondo

Francisco Gómez de Altamirano y de Elizondo (* 5. August 1796 in Cartago; † Mai 1838 in Guatemala) war vom 15. November 1835 bis 1. Februar 1836 Jefe Supremo der Provinz El Salvador in der Zentralamerikanischen Konföderation.

## Leben
Seine Eltern waren Bartola de Elizondo und José Luis Goméz de Altamirano
Er wurde als Kind nach El Salvador gebracht, wo er bei einer Familie Rodríguez in Metapán aufwuchs.
In Guatemala-Stadt studierte er an der Universidad de San Carlos de Guatemala Rechtswissenschaft. Er heiratete Catalina Rodríguez, in Metapán, wo er einen Haushalt führte und wohin sein mittlerweile verwitweter, und pensionierter Vater zog.
Im November 1811, dem Zeitpunkt der ersten Unruhen der Proceres war er Mitglied im Cabildo de Españoles von San Salvador. Seine geheimen Sympathien waren immer bei den Proceres. Er war Mitglied der Partido Liberal.
Er übersiedelte später nach San Salvador, wo er Regidor des Cabildo de Españoles war.
Er redigierte Flugschriften mit der Bezeichnung Instrucciones, welche für liberale Ideen warben. Bei der Proklamation der Unabhängigkeit 1821 half er der patriotischen Sache. Er war ein Gegner der Annexion durch das mexikanische Imperium 1822–1823. Im Krieg gegen die Annexionsbefürworter wurde er zum Capitan befördert.
1826 wurde er zum Abgeordneten des Parlaments gewählt, als El Salvador und Honduras sich von der zentralamerikanischen Konföderation separieren wollten war er in der Provinzarmee von El Salvador.
Später war er einer der Vertrauensleute des liberalen Morazán unter der Beamtenschaft, dessen Befehle er befolgte.
Zusammen mit Timoteo Menéndez, trug er in Izalco am 10. Oktober 1827, Manuel José Arce y Fagoaga dem Jefe Supremo der Zentralamerikanischen Konföderation die Bedingungen eines Friedens mit der Provinz El Salvador vor.
Morázan setzte ihn als Jefe Supremo der Provinz El Salvador ein, womit er Oberst Nicolás Espinoza ablöste.
Oberst Francisco Gómez wurde in Guatemala ermordet.